# إليزابيث نورس
إليزابيث نورس ولدت في 26 أكتوبر 1859 وتوفيت في 8 أكتوبر 1938 كانت رسامة على الطراز الواقعي  ورسامة بورتريه ومناظر طبيعية ولدت في جبل هيلثي أوهايو في منطقة سينسيناتي وعملت في الرسم الزخرفي والنحت و وصفها معاصروها بأنها أول رسامة أمريكية وعميدة الرسامين الأمريكيين في فرنسا وواحدة من أبرز الفنانين المعاصرين من جنسها  وكانت نورس أول امرأة أمريكية يتم التصويت لها في مجلس النواب الشركة الوطنية للفنون الجميلة . كما تشرفت بشراء إحدى لوحاتها من قبل الحكومة الفرنسية وإدراجها في المجموعة الدائمة لمتحف لوكسمبورغ . وصف الناقد في لوس أنجلوس هنري جيه سيلديس أسلوب نورس بأنه رائد في الرسم الواقعي الاجتماعي  ويتم عرض بعض أعمال نورس في متحف سينسيناتي للفنون .